# Provincia di Artemisa
La provincia di Artemisa è una provincia di Cuba.
La creazione è stata approvata dall'Assemblea nazionale cubana il 1º agosto 2010, dividendo l'ex provincia dell'Avana in due, le nuove province di Artemisa e di Mayabeque.
Alla nuova provincia sono stati annessi anche tre comuni della confinante provincia di Pinar del Río: Bahía Honda, Candelaria e San Cristóbal.

## Ambiente
La regione ospita una riserva naturale degna di nota: Soroa. Si tratta di un luogo protetto dall’UNESCO, situato ai piedi della catena montuosa di Sierra del Rosario. Presso la riserva si possono annoverare molteplici attrazioni come il Salto del Arco iris (Cascata dell’Arcobaleno), una cascata di 22 metri o il Giardino delle Orchidee di Soroa, un giardino botanico che ospita 20.000 esemplari di questo fiore, in cui sono conservate circa 100 specie cubane e più di 700 provenienti da tutto il mondo. Las Terrazas è una piccola località rurale ed ecosostenibile della regione ubicata nella Sierra del Rosario a 75 chilometri dall’Avana ed è stata dichiarata nel 1985 Riserva della Biosfera dall’UNESCO. Il suo passato legato alla produzione di caffè è testimoniato dalle rovine degli antichi cafetales (Piantagioni di Caffè), tra cui il Cafetal Buenavista. Tra le attrazioni naturali si può citare la Cascata dei Bagni Termali del fiume di San Juan.

## Comuni
| Comune                   | Popolazione (2004) | Superficie (km²) | Localizzazione          | Note      |
| ------------------------ | ------------------ | ---------------- | ----------------------- | --------- |
| Artemisa                 | 81209              | 690              | 22.813611°N 82.763333°W | Capoluogo |
| Alquízar                 | 32501              | 194              | 22.806667°N 82.582778°W |           |
| Bahía Honda              | 45124              | 784              | 22.906389°N 83.163889°W |           |
| Bauta                    | 48024              | 155              | 22.991944°N 82.549167°W |           |
| Caimito                  | 36813              | 238              | 22.957778°N 82.596389°W |           |
| Candelaria               | 28429              | 113              | 22.743889°N 82.958056°W |           |
| Guanajay                 | 28750              | 110              | 22.930556°N 82.688056°W |           |
| Güira de Melena          | 37838              | 178              | 22.802222°N 82.504722°W |           |
| Mariel                   | 42504              | 269              | 22.993889°N 82.753889°W |           |
| San Antonio de los Baños | 46300              | 127              | 22.888889°N 82.498611°W |           |
| San Cristóbal            | 70940              | 934              | 22.716944°N 83.051111°W |           |